# Kötegyán
Kötegyán (în română Cheteghian sau Ghian) este un sat în districtul Sarkad, județul Békés, Ungaria, având o populație de 1.523 de locuitori (2011). 

## Demografie
Componența etnică a satului Kötegyán
     Maghiari (87,45%)
     Romi (9,63%)
     Români (2,37%)
     Germani (0,54%)
Componența confesională a satului Kötegyán
     Reformați (38,94%)
     Fără religie (25,08%)
     Romano-catolici (6,24%)
     Atei (1,25%)
     Necunoscută (26,92%)
     Alte religii (2,36%)
Conform recensământului din 2011, satul Kötegyán avea 1.523 de locuitori. Din punct de vedere etnic, majoritatea locuitorilor (87,45%) erau maghiari, existând și minorități de romi (9,63%) și români (2,37%). Nu există o religie majoritară, locuitorii fiind reformați (38,94%), persoane fără religie (25,08%), romano-catolici (6,24%) și atei (1,25%). Pentru 26,92% din locuitori nu este cunoscută apartenența confesională.